# Alfredo Olivera
Alfredo Mariano Olivera es un psicólogo argentino, creador de una terapia diferente para pacientes psiquiátricos a través de la Radio La Colifata, la primera radio del mundo hecha por los internados. 

## Biografía
Nació en Buenos Aires (Argentina). Es Psicólogo (U.B.A). Fundador y director de “LT 22 Radio La Colifata”, la radio de los internos del Hospital Borda,  primera radio en el mundo en transmitir desde un psiquiátrico (Buenos Aires).
Fundador y presidente de la Asociación Civil "La Colifata, Salud Mental y Comunicación"  (ONG), que desarrolla tareas de investigación y brinda servicios en salud mental utilizando los medios de comunicación como herramienta para producir espacios de salud.
Desde 2001 es emprendedor social de Ashoka, entidad que brinda ayuda a personas que poseen una idea innovadora, replicable a nivel global, y que produzca un cambio social significativo;  https://web.archive.org/web/20141008174544/http://argentina.ashoka.org/alfredo-olivera
En 2001 trabajó como asesor para el relanzamiento de una radio terapéutica en la colonia Psiquiátrica Domingo Cabred, Open Door, Luján. 
En 2003 y 2004 asesoró el surgimiento de su par en Barcelona, Radio Nikosia.  
En el año 2005 fue nombrado “Ciudadano Destacado de la Ciudad de Buenos Aires” por la Legislatura de la Ciudad Autónoma de Buenos Aires. 
En 2007 Organizó junto al equipo de la Asociación en Buenos Aires, el Primer Encuentro Mundial de radios realizadas por usuarios de servicios de Salud Mental.
En 2008 trabajó en París, Francia como capacitador/formador en la Asociación L’Elan Retrouvê (Archivado el 14 de febrero de 2015 en Wayback Machine.) para la creación de un proyecto de radio como herramienta de inclusión y cambio social, y como formador, asesor y supervisor de FM Desate del Hospital Psiquiátrico Braulio Moyano.
En 2009 trabajó junto al músico Manu Chao en el armado del disco Viva La Colifata Archivado el 25 de marzo de 2016 en Wayback Machine. compuesto por grabaciones de la radio y música del artista.	
En 2010 y 2011 se desempeñó como docente de la materia Teoría y Técnica de Grupos Cátedra II de la Facultad de Psicología de la Universidad de Buenos Aires. 
En 2010 capacitó a profesionales de la Universidad Autónoma de México para crear “Radio Abierta” basada en el modelo de La Colifata. 
En 2012 junto al equipo de La Colifata trabajó para el Servicio Sanitario de la Región de Le Marche en Italia, para crear Radio Senza Muri Archivado el 3 de octubre de 2016 en Wayback Machine., una radio de inclusión. 
Desde 2016 organiza el Encuentro Mundial de Radios en Salud Mental (radios locas) en el marco del Festival de Arte y Salud Mental, El Hilo de Ariadna que se realiza cada dos años en la ciudad de Moscú, Rusia. Documental La Colifata en Moscú 2016: https://www.youtube.com/watch?v=8GGwT1beNwY&t=1270s y 2018 https://www.youtube.com/watch?v=0K2GGr7cKXM&t=601s
Alfredo Olivera es fundador de la Asociación “La Colifata Francia” abordaje de medios de comunicación como herramienta clínica, de producción de ciudadanía y de intervención desestigmatizante, donde desarrolla tareas de supervisión y capacitación para proyectos basados en el abordaje de medios para una producción colectiva de la salud mental.
En París, donde reside desde 2012, trabajó como director del “Servicio de Acompañamiento para la Vida Social” (SAVS) de la Asociación Elan Retrouvê y como director responsable de Radio Citron.
Continúa trabajando en la dirección estratégica de Radio La Colifata, y como responsable artístico de La Colifata 24hs. así como supervisor de Radio “Senza Muri” de Italia. 
Actualmente trabaja en la Psiquiatría del Sector en el Hospital Roger Prevot de Moisselles y como referente institucional del CATTP del Sector de Asnières-Sur-Seine y de los departamentos terapéuticos del sector.
El Lic. Olivera ha dictado conferencias en el campo de la Salud Mental y la comunicación en ámbitos académicos de Alemania, Francia, España, Italia, Holanda, Cuba, México, Ecuador, Chile,  Uruguay, Rusia y China así como también en Argentina.

## 100.3 FM Radio La Colifata
En octubre de 1990, siendo estudiante de Psicología y haciendo servicio voluntario en el Hospital Borda, comenzó a gestar la idea de hacer una radio para los pacientes; creía que la mayoría de los internados había perdido el contacto con el mundo exterior. El primer paso fue la participación en una radio comunitaria donde se trataban temas de salud mental; se sumaron al programa grabaciones de los enfermos psiquiátricos con sus opiniones sobre diversos temas, y el espacio fue nombrado La columna de los internos del Borda. Meses después, en el programa de Radio Rock & Pop que conducía Lalo Mir, se comenzó a transmitir el programa de La Colifata. Nelson Castro, periodista y médico, también comenzó a difundir las grabaciones en su programa de la mañana. En 1991 una radio comunitaria dona una antena para que La Colifata pudiera transmitir por su cuenta desde el hospital.
En esta radio los pacientes, expacientes y visitantes son los protagonistas. Es retransmitida por radios de la Argentina y de varios países de América del Sur y en España, además de otros países del mundo.
Fue la primera radiodifusora en el mundo en transmitir directamente desde un hospicio psiquiátrico, con programas, producción y equipo técnico coordinado por los propios internos.
Más de 650 pacientes por año tienen por lo menos una intervención en el programa; como proyecto terapéutico se trabaja con entre 42 y 45 pacientes, de los cuales la mitad son internados. El índice de reinternación de los externados que continúan participando en la radio es de menos del 10%; sin embargo, entre los que no volvieron a tener contacto con el proyecto el índice es de un 67%.
A partir de esta experiencia, Olivera se encuentra desarrollando un nuevo modelo terapéutico de salud mental comunitaria que rompe la parálisis y el aislamiento en que viven los pacientes y los conecta con el resto de la sociedad.
El modelo de "La Colifata" actualmente es replicado en diferentes países del mundo: Suecia, Alemania, España, Uruguay, Francia, Italia y Chile, mientras que Olivera ha brindado asesoramiento a las que funcionan en España, Chile, Francia, Italia y Argentina.

## Reconocimientos
- En el año 2002 ha sido elegido emprendedor social de Ashoka, entidad que brinda ayuda a personas que posean una idea innovadora que produzca un cambio social significativo, y una visión emprendedora a la hora de realizar sus proyectos.[2]
- Nombrado «Personalidad Destacada de la Cultura de la Ciudad Autónoma de Buenos Aires» en mayo de 2005 por ley n.º 1694.[3]